# Утіяма Ацусі
Утіяма Ацусі (яп. 内山 篤, нар. 29 червня 1959, Сідзуока —) — японський футболіст, що грав на позиції півзахисника.

## Клубна кар'єра
Грав за команду Ямаха Моторс.

## Виступи за збірну
Дебютував 1984 року в офіційних матчах у складі національної збірної Японії. У формі головної команди країни зіграв 2 матчі.

## Статистика
Статистика виступів у національній збірній.
| Збірна Японії | Збірна Японії | Збірна Японії |
| Роки          | Ігри          | голи          |
| ------------- | ------------- | ------------- |
| 1984          | 1             | 0             |
| 1985          | 1             | 0             |
| Усього        | 2             | 0             |

## Титули і досягнення
- Переможець Юнацького (U-19) кубка Азії: 2016